# Талалаєнко Олександр Миколайович
Талалаєнко Олександр Миколайович (1941) — лікар, завідувач кафедри фармакології, клінічної фармакології та фармакотерапії, перший проректор Донецького національного медичного університету ім. М. Горького, доктор медичних наук, професор, заслужений працівник народної освіти України.

## Нагороди
- За вагомий особистий внесок у розвиток вітчизняної науки, зміцнення науково-технічного потенціалу України, багаторічну плідну працю нагороджений орденом «За заслуги» II ступеня[1]

## Інтернет-ресурси
- Міністерство охорони здоров'я України

| Володимир Вернадський | Це незавершена стаття про українського науковця. Ви можете допомогти проєкту, виправивши або дописавши її. |